# モースト・ウォンテッド
『モースト・ウォンテッド』（Most Wanted）は、アメリカ合衆国の女性歌手、ヒラリー・ダフのベスト・アルバム。

## 概要
ヒラリー・ダフ自らが選曲した新曲4曲を含むコレクション・アルバムである。既に発売されている楽曲はリミックスされてるものも多く収録し、オリジナルとはまた違った感じが味わえるとヒラリーが語っている。日本盤のボーナス・トラックとして新曲、ウェイク・アップのDJ KAYA LONG-TリミックスとDJ KAYA リミックスを収録。
新曲「ウェイク・アップ」、「ビート・オブ・マイ・ハート」、「ブレイク・マイ・ハート」の作曲クレジットにあるDead Executivesは、グッド・シャーロットの双子の兄弟であるベンジーとジョエル・マッデン、彼等のプロデューサーであるジョン・フェルドマンの3人の名義である。
アルバムタイトルは、2004年のツアータイトルの"MOST WANTED TOUR"より。

## CD
1. ウェイク・アップ
新曲。仕事や人間関係のストレスに悩まず人生を楽しもうというポジティブなメッセージが込められたポップ・ソングとなっている[7]。
2. ザ・ゲッタウェイ
3. ビート・オブ・マイ・ハート
4. カム・クリーン(リミックス2005)
5. フーズ・ザット・ガール(アコースティック・ヴァージョン)
6. ミスター・ジェームズ・ディーン
7. ソー・イエスタディ
8. メタモルフォシス
9. ロック・ディス・ワールド(リミックス2005)
10. ブレイク・マイ・ハート
11. エリコ(リミックス2005)
12. フライ
13. スーパーガール
14. パーティー・アップ(リミックス2005)
15. ガール・キャン・ロック
16. アワ・リップス・アー・シールド
17. ホワイ・ノット(リミックス2005)
18. ウェイク・アップ(DJ KAYA LONG-Tリミックス)
19. ウェイク・アップ(DJ KAYA Danceリミックス)

## DVD（初回盤のみ）
1. ウェイク・アップ
2. ソー・イエスタディ
3. ホワイ・ノット
4. カム・クリーン
5. アワ・リップス・アー・シールド
6. ラーニング・トゥ・フライ〈ビハインド・ザ・シーン}
7. メイキング・オブ・ヒラリー・インタビュー・イン・L.A.2003
8. メイキング・オブ・ジャパン・プロモーション・ツアー2003
9. メイキング・オブ・ジャパン・プロモーション・ツアー2004
10. メイキング・オブ・ヒラリー・インタビュー・イン・トロント2005
11. メイキング・オブ・ウェイク・アップ